# 요한 히르카노스
요한 히르카노스, 히르카노스 1세(Yohanan Girhan, 히브리어: יוחנן הורקנוס, 그리스어:Ιωάννης Υρκανός, ? - 기원전 104년)은 고대 이스라엘을 통치한 레위인을 조상으로 하는 하슈모나이 왕국의 왕이었다. (재위: 기원전 134년 - 기원전 104년). 히르카노스는 그가 권력을 잡았을 때 택한 이름으로 여겨진다.

## 개설
요한 히르카노스는 마카베오 가문의 형제 시몬의 아들이었다. 이는 유다 마카베오의 조카뻘이다. 유다와 그 형제들의 이야기는 구약성서 외경 중 하나인 마카베오기와 탈무드와 자세히 알고 있다. 시몬의 통치하에 게젤 요새의 관리를 맡았다. 시리아 왕 안티오코스 7세가 켄데바이오스에게 유대 침공을 명하자 형제 유다와 함께 켄데바이오스를 격파했다.
기원전 134년 세바테, 아버지 시몬과 그의 형제 마타티아, 유다는 에리코 총독 프톨레마이오스(시몬의 의붓아들)에게 암살되는 비극을 겪었지만 요한은 공교롭게도 그 자리에 참석하지 못하자 목숨을 건졌다. 그는 아버지의 뒤를 이어 예루살렘에 들어가, 대제사로 삼아 통치자라는 지위에 올랐다. 이 당시 유대인들 중에는 하슈모나이 가문이 다윗의 핏줄에 속하지 않아 이스라엘의 통치자에 적합하지 않다고 생각하는 사람도 적지 않았다.

## 같이 보기
- 히르카노스 2세